# ネー
ネー(イタリア語: Ne)は、イタリア共和国リグーリア州ジェノヴァ県にある、人口約2,200人の基礎自治体（コムーネ）。

## 名称
アルファベット2文字からなる、イタリアで最も短い名前のコムーネの1つである。同様に短いものには、レ（Re、ピエモンテ州）、ヴォー（Vo'、ヴェネト州）がある。

## 地理

### 位置・広がり

#### 隣接コムーネ
隣接するコムーネは以下の通り。括弧内のSPはラ・スペツィア県所属を示す。
- ボルツォナスカ
- カラスコ
- カザルツァ・リーグレ
- コゴルノ
- ラヴァーニャ
- マイッサーナ (SP)
- メッツァーネゴ
- セストリ・レヴァンテ
- ヴァレーゼ・リーグレ (SP)

### 地震分類
イタリアの地震リスク階級 (it) では、3 に分類される
。

## 行政

### 分離集落
ネーには以下の分離集落（フラツィオーネ）がある。
Arzeno, Botasi, Caminata, Castagnola, Chiesanuova, Frisolino, Graveglia, Nascio, Piandifieno, Pontori, Reppia, Sambuceto, Santa Lucia, Statale, Gaggia e Zerli